# ロマン・コッポラ
ロマン・コッポラ（Roman Coppola, 1965年4月22日 - ）は、アメリカ合衆国の映画監督、映画プロデューサー、俳優である。ウェス・アンダーソン監督とのコラボレーションで知られている。

## 生い立ち
フランスのヌイイ＝シュル＝セーヌのアメリカン・ホスピタルで母エレノア・コッポラと父フランシス・フォード・コッポラの間に生まれる。そのとき父はパリで『パリは燃えているか』の脚本を書いていた。ニューヨーク大学で映画を学んだ。

## キャリア
『ゴッドファーザー』では葬儀の場面でトム・ヘイゲンの息子の一人として小登場した。また、『ゴッドファーザー PART II』では少年期のソニー・コルレオーネを演じた。
2001年に『CQ』で長編映画監督デビューを果たし、第54回カンヌ国際映画祭でプレミア上映された。また製作会社のザ・ディレクターズ・ブレノを設立し、多くのミュージック・ビデオを監督した。妹のソフィア・コッポラと共にアメリカン・ゾエトロープの共同所有者となっている。
他に第二班監督としても活動しており、『ドラキュラ』、『ジャック』、『レインメーカー』、『コッポラの胡蝶の夢』、『テトロ 過去を殺した男』、『ライフ・アクアティック』、『ダージリン急行』、『ヴァージン・スーサイズ』、『マリー・アントワネット』などに参加している。さらに、ウェス・アンダーソン監督の『ダージリン急行』や『ムーンライズ・キングダム』では共同脚本も務めている。
2011年9月、コッポラが監督・脚本を務める『チャールズ・スワン三世の頭ン中』の製作が発表され、2013年2月にアメリカで公開された。この作品には従兄弟のジェイソン・シュワルツマンが出演している。

## 主なフィルモグラフィ
- サイケデリック・タイム・トリップ The Spirit of '76 (1990) 原案・製作総指揮
- CQ CQ (2001) 監督・脚本
- ダージリン急行 The Darjeeling Limited (2007) 脚本・製作
- SOMEWHERE Somewhere (2010) 製作
- ムーンライズ・キングダム Moonrise Kingdom (2012) 脚本
- チャールズ・スワン三世の頭ン中 A Glimpse Inside the Mind of Charlie Swan III (2012) 監督・脚本・製作
- ブリングリング The Bling Ring (2013) 製作
- オン・ザ・ロック On the Rocks (2020) 製作
- フレンチ・ディスパッチ ザ・リバティ、カンザス・イヴニング・サン別冊 The French Dispatch (2021) 原案・製作総指揮
- アステロイド・シティ Asteroid City (2023) 原案・製作総指揮
- プリシラ Priscilla (2023) 製作総指揮